# Nazarín
Pour plus de détails, voir Fiche technique et Distribution.
Nazarín est un film mexicain réalisé par Luis Buñuel en 1958, sorti en 1959. Il met en scène les difficultés d'un prêtre catholique œuvrant dans un Mexique dominé par un anticléricalisme politique virulent. C'est le film préféré du réalisateur indien Ritwik Ghatak et l'un des dix films favoris d'Andreï Tarkovski et de Hong Sang-soo.
En juillet 1994, le film est sélectionné en 6e position dans la liste établie par la revue Somos des 100 meilleurs films mexicains de tous les temps.

## Synopsis
Le père Nazario est un prêtre d'origine espagnole qui exerce son ministère pastoral au Mexique au début du XXe siècle sous le régime maçonnique de Porfirio Diaz. Ce prêtre vit les valeurs évangéliques telles qu'enseignées et vécues par Jésus lui-même : un homme libre, engagé, compatissant, proche des gens et ne pensant qu'à donner aux autres. Ses paroissiens sont les pauvres qui vivent à proximité. Mais, en essayant de protéger une prostituée qui a commis un meurtre, puis incendié le lieu du crime, il doit fuir, poursuivi par la justice. Il se fait embaucher sur un chantier acceptant pour seul salaire un peu de nourriture, ce qui provoque la colère des autres ouvriers. Dans un village, il visite une gamine déclarée mourante. Celle-ci guérit. Les gens crient au miracle, mais, quand dans un village où les habitants sont atteints de la peste, il veut donner les derniers sacrements à une mourante, il se fait éconduire. Dans le village suivant, un nain tombe amoureux de la prostituée qui l'accompagne, et l'autre jeune femme qui le suit depuis sa fuite de Mexico est reprise par l'homme qui l'avait abandonnée. Rattrapé par la police, maltraité par ses compagnons d'infortune, le père Nazario est envahi par le doute.

## Fiche technique
- Scénariste : Luis Buñuel, Julio Alejandro et Benito Pérez Galdós d'après l'œuvre de Benito Pérez Galdós
- Compositeur : Rodolfo Halffter
- Directeur de la photographie : Gabriel Figueroa
- Costumière : Georgette Somohano
- Monteur : Carlos Savage
- Chef décorateur : Edward Fitzgerald
- Pays de production :  Mexique
- Langue originale : espagnol
- Dates de sortie :
  - Mexique : 4 juin 1959
  - France : 30 novembre 1960

## Distribution
- Francisco Rabal : le père Nazario
- Marga López : Beatriz
- Rita Macedo : Andara, prostituée
- Jesús Fernández : Ujo
- Luis Castañeda Aceves
- Ofelia Guilmain : Chanfa
- Noé Murayama : Pinto
- Rosenda Monteros : Prieta
- Victorio Blanc : le vieux prisonnier
- Arturo Castro : le colonel
- José Chávez
- Cecilia Leger : la marchande de fruits
- Ignacio Peon : un prêtre
- Ramón Sánchez
- Ignacio López Tarso

Non crédité au générique :
- Manuel Arvides : l'architecte adjoint
- Edmundo Barbero : Don Angel, un prêtre
- Antonio Bravo : l'architecte
- Ada Carrasco : Josefa
- Lupe Carriles : une prostituée
- Raul Dantès : le sergent
- Aurora Molina : La Carmela
- Pilar Pellicer : Lucia
- David Reynoso (en) : Juan

## Distinctions
Le film a été présenté en sélection officielle en compétition au Festival de Cannes 1959.

## Analyse du film
L'un des moments de doute du père Nazario est quand il s'adresse à un codétenu qui l'a frappé : 

« Pour la première fois de ma vie, j'ai des difficultés à pardonner, mais je vous pardonne car c'est mon devoir de chrétien, mais j'ai aussi du mépris et je me sens coupable, ne sachant pas séparer le mépris du pardon. »